# Helicoverpa umbrosus
Helicoverpa umbrosus är en fjärilsart som beskrevs av Augustus Radcliffe Grote 1863. Helicoverpa umbrosus ingår i släktet Helicoverpa och familjen nattflyn. Inga underarter finns listade i Catalogue of Life.